# Préstimo
Préstimo is een plaats (freguesia) in de Portugese gemeente Águeda en telt 921 inwoners (2001).